# JBC2歳優駿
JBC2歳優駿（ジェイビーシーにさいゆうしゅん）は、日本のJBC実行委員会と施行競馬場を管轄する競馬主催者が、各地の競馬場で持ち回り開催する重賞競走（JpnIII）である。
日本政府農林水産省（MAFF）が寄贈賞を提供し、名称は「農林水産大臣賞典 JBC2歳優駿」と表記される。

## 概要
2001年にJBCクラシック（JpnI）・JBCスプリント（JpnI）の2競走で創設されたJBC競走は、2011年に牝馬カテゴリーとなるJBCレディスクラシック （JpnI）が創設され、以来3つのJpnI競走を同一日に同一の競馬場で施行してきたが、2020年はJBC創設から20年目となることから、創設以来の宿願であった2歳馬による競走を新設することとなり、本競走が創設された。本競走は原則として持ち回り開催であるが、「生産との密接な関連」というJBCの趣旨に鑑み、当面は日本のサラブレッドの98%を生産する馬産地である北海道に所在する門別競馬場で施行することとされ、創設から2026年まで門別競馬場での開催が決まっている。

なお、クラシック・スプリント・レディスクラシックの3競走は本競走と同日に別の競馬場で開催されるため、同日に2場でJBC競走が行われる。
創設にあたっては従来の北海道2歳優駿（JpnIII）を発展させたとされているが、回次は引き継がれず新たに「第1回」となった。

## 競走条件・賞金
以下の内容は、2024年度のJBC実施要綱、およびJBC出走馬選定要領に基づく。

### 競走条件
施行場・距離
門別競馬場ダート1800m
出走資格
サラブレッド系2歳
- 父馬が、一般社団法人ジャパンブリーダーズカップ協会（JBC協会）に当該馬の生産年度に有効な種牡馬登録されている馬
- 父馬がJBC協会に種牡馬登録されていない馬は、当該馬の馬主がJBC協会の定める「追加登録料（1着賞金の2%相当額）」をJBC協会に支払えば、当該年、当該馬に係る同種牡馬登録がなされたものとして出走が可能。

出走可能頭数
14頭、中央所属馬の出走枠は概ね1/3。
出走馬の選定方法
JRA所属馬
- 収得賞金順

地方競馬所属馬
（1） 選定日におけるレーティング上位2頭
（2） 出走可能頭数の残数については、以下の事項を参考に選定。
- 最近の競走成績
- JBC指定競走（下表参照）の勝馬
- （1）による実施場及び実施地区の所属馬、並びに地方競馬各ブロック所属馬の選定状況
- 選定日現在のレーティング

#### JBC指定競走
以下の競走は「JBC指定競走」として、JBC出走馬選定要領により定められている。優先出走権は付与されないが、選定にあたって成績が重視される。
| 競走名                 | 格     | 競馬場     | 距離        |
| ---------------------- | ------ | ---------- | ----------- |
| ゴールドジュニア       | SIII   | 大井競馬場 | ダート1400m |
| 兵庫ジュベナイルカップ | 重賞II | 園田競馬場 | ダート1400m |
| サンライズカップ       | H1     | 門別競馬場 | ダート1800m |
| 鎌倉記念               | SII    | 川崎競馬場 | ダート1600m |

### 負担重量
定量（56kg、牝馬1kg減、南半球産3kg減）

### 賞金等
賞金額
2024年の賞金額は、1着3500万円、2着1225万円、3着700万円、4着350万円、5着175万円。
生産者賞
1着馬から5着馬の生産牧場、および当該馬の母馬に種付けした時点の種牡馬登録者に対し、それぞれ生産牧場賞および種牡馬登録者賞としてJBC協会から当該賞金の2.5%相当額を支給する。ただし、追加登録料を支払って出走した馬が入着した場合は、JBC協会が定めるところにより、生産者賞は支給しない。

### その他
- 優勝馬の馬主には、パイロの2025年種付権利が付与される。
- 優勝した地方競馬所属馬には全日本2歳優駿の優先出走権が付与される[1]。
- 翌年の雲取賞および京浜盃の指定競走であり、地方所属最先着馬は前記2競走の選定においてその成績が重視される[1]。

## 歴史

### 年表
- 2020年
  - 2歳馬による重賞競走（JpnIII）として創設、門別競馬場ダート1800mで施行。
  - 売得金が9億7489万8000円となり、前身の北海道2歳優駿との比較で約3倍を記録。ホッカイドウ競馬での1競走の売得金として過去最高となった[9][10]。
- 2021年 - 2歳チャンピオンシリーズの対象競走に指定される（2022年まで）。
- 2022年 - 1着本賞金が3500万円に増額される。
- 2023年 - 未来優駿の対象競走に指定される。
- 2024年 - 負担重量が55kg（牝馬1kg減）から56kg（牝馬1kg減）に変更。

### 歴代優勝馬

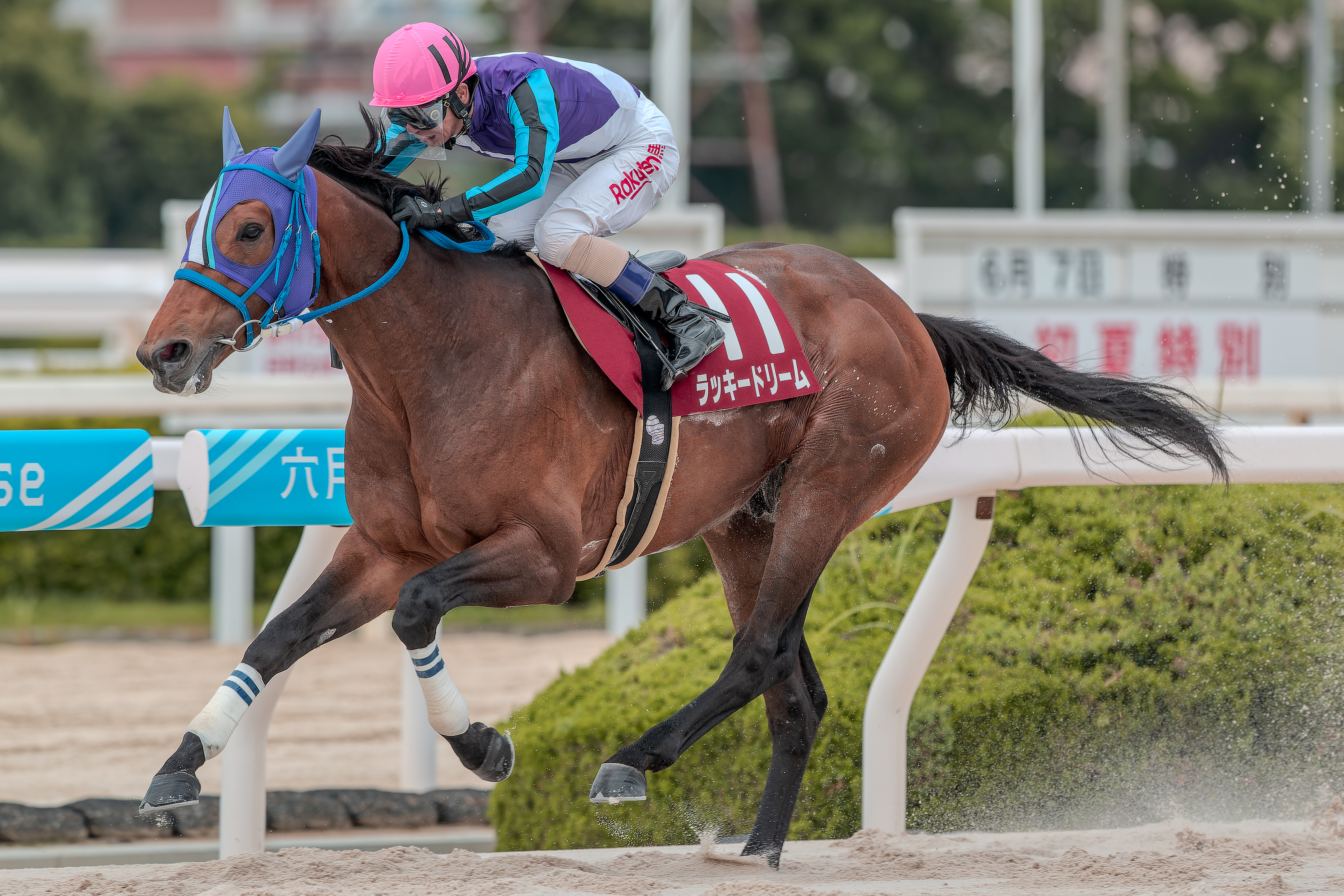
第1回優勝馬ラッキードリームは道営三冠、ハンデ戦を除く兵庫県競馬の古馬中長距離重賞の全制覇を達成（2024年六甲盃出走時）

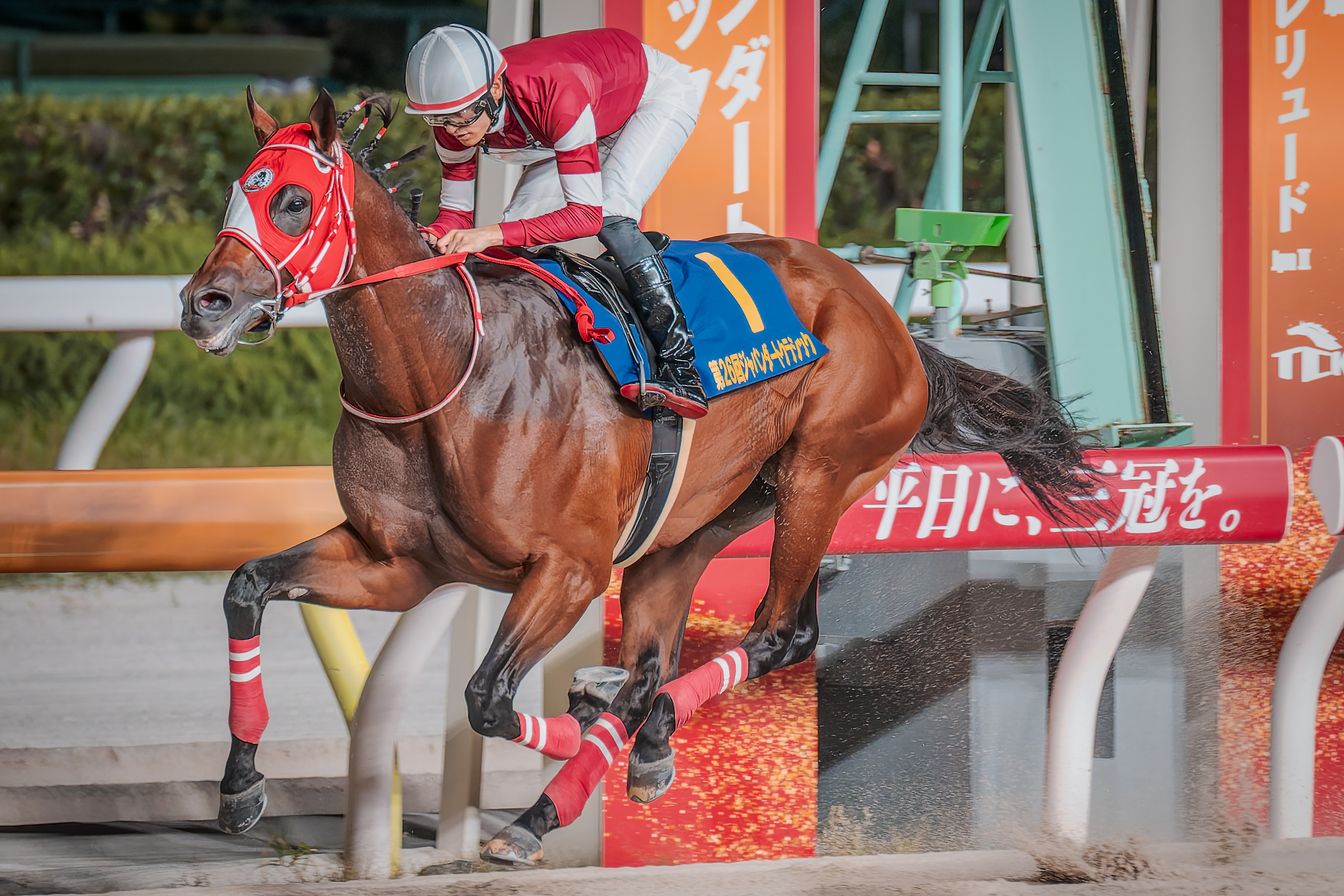
第4回優勝馬フォーエバーヤングは国内外GI級競走4勝（2025年ジャパンダートクラシック出走時）

持ち回りではあるが、当面の間全て門別競馬場ダート1800mで施行。
| 回数  | 施行日        | 優勝馬             | 性齢 | 所属   | タイム | 優勝騎手 | 管理調教師 | 馬主       |
| ----- | ------------- | ------------------ | ---- | ------ | ------ | -------- | ---------- | ---------- |
| 第1回 | 2020年11月3日 | ラッキードリーム   | 牡2  | 北海道 | 1:53.4 | 石川倭   | 林和弘     | 林正夫     |
| 第2回 | 2021年11月3日 | アイスジャイアント | 牡2  | JRA    | 1:53.0 | 三浦皇成 | 高柳瑞樹   | 吉田勝己   |
| 第3回 | 2022年11月3日 | ゴライコウ         | 牡2  | JRA    | 1:53.5 | 石川倭   | 新谷功一   | 岡浩二     |
| 第4回 | 2023年11月3日 | フォーエバーヤング | 牡2  | JRA    | 1:54.3 | 坂井瑠星 | 矢作芳人   | 藤田晋     |
| 第5回 | 2024年11月4日 | ソルジャーフィルド | 牡2  | 北海道 | 1:54.5 | 小野楓馬 | 川島洋人   | （株）本城 |

### 各回競走結果の出典
- JBC2歳優駿 歴代優勝馬 - 地方競馬全国協会（馬主を除く）
- JBISサーチ
  - 2020年、2021年、2022年、2023年、2024年